# Iszet (III. Amenhotep lánya)
Iszet (vagy Aszet; a név az Ízisz név eredeti egyiptomi formája) ókori egyiptomi hercegnő és királyné a XVIII. dinasztia idején; III. Amenhotep fáraó és Tije nagy királyi hitves lánya, Ehnaton nővére.
Valószínűleg ő volt Szitamon után a fáraó második lánya, akit feleségül vett, feltehetőleg második szed-ünnepe alkalmával, a 34. évben. Amenhotep halálakor Iszet még élt, ezután azonban nem említik többé.
Ábrázolják a szolebi templomban szüleivel és Henuttaneb nevű testvérével, hercegnőként; egy szobron, mely ma a G. Ortiz Gyűjteményben van, királynéként, ezenkívül egy karneolplaketten, amit ma a New York-i Metropolitan Museum of Art őriz (ezen szintén szüleivel és Henuttanebbel együtt ábrázolják). Egy Gurobban talált láda és két szemfestékes doboz feltehetőleg az övé volt, ezeket ma a kairói Egyiptomi Múzeum őrzi. Valószínűleg őt ábrázolja a bal oldali a három hercegnőszobor közül, melyek Amenhotep és Tije hatalmas, egykor a király halotti templomában álló, ma a kairói Egyiptomi Múzeum előcsarnokában található szobrát veszik körül (a középen álló lány Henuttaneb, a jobb oldali Nebetah, a bal oldali neve nem maradt fenn).
Iszet hercegnő hivatalos címei: A király lánya; A király szeretett lánya; A király felesége.